# 聂呷乡
聂呷乡，是中华人民共和国四川省甘孜藏族自治州丹巴县曾经下辖的一个乡。2019年12月，撤销聂呷乡，将原聂呷乡甲居三村佛爷岩片区划归章谷镇管辖，将原聂呷乡（除甲居三村佛爷岩片区）划归甲居镇管辖。

## 行政区划
聂呷乡撤銷前下辖以下地区：
甲居一村、甲居二村、甲居三村、喀卡一村、喀卡二村、喀卡三村、高顶一村、高顶二村、聂呷村、拖瓦村、敖日村和幺枯村。

## 旅游景区
- 甲居藏寨：丹巴最具特色的旅游景区。2016年9月，正式获批成为国家4A级旅游景区。甲居在藏语中的意思是百户人家的意思。